# Coulonges (Charente-Maritime)
Coulonges település Franciaországban, Charente-Maritime megyében. Lakosainak száma 227 fő (2022. január 1.). Coulonges Ars, Celles, Échebrune, Lonzac és Pérignac községekkel határos.

## Népesség
A település népességének változása:
| Lakosok száma | 237  | 220  | 193  | 214  | 253  | 252  | 241  | 234  | 233  | 227  |
|               | 1968 | 1982 | 1990 | 2006 | 2013 | 2015 | 2017 | 2019 | 2020 | 2022 |